# Yaya Bey
Yaya Bey ist eine US-amerikanische Musikerin.

## Biografie
Yaya Bey wuchs als Tochter des Rappers Grand Daddy I.U. im New Yorker Stadtteil Jamaica auf. Ihre Eltern stammen aus Barbados und North Carolina. Im Alter von neun Jahren fing sie an, Hooks für die Lieder ihres Vaters zu schreiben, der seine Songs häufig in ihrem Schlafzimmer aufnahm. Mit 18 Jahren zog sie nach Washington, D.C. und widmete sich dem Aktivismus sowie künstlerischen Aktivitäten. Sie arbeitete etwa in Museen und Bibliotheken, war Teil der Band Gully Waters und nahm einige Zeit später als Sanitäterin an den Protesten in Ferguson um den Todesfall Michael Brown teil. Außerdem schrieb sie eine Zeit lang Gedichte und trat mit ihnen regelmäßig auf.
Mit Ende 20 veröffentlichte sie 2016 ihre Debüt-EP The Many Alter Egos Of Trill’eta Brown. Begleitend erschien ein Buch und eine digitale Collage. Die EP wurde in Kritiken positiv rezipiert, ebenso wie die darauf folgenden Veröffentlichungen This Too… im Jahr 2019 und Madison Tapes im Jahr 2020. Ein Grund für die vergleichsweise lange Zeit zwischen der Veröffentlichung der Debüt-EP und der nächsten Veröffentlichungen war die Heirat und etwas später folgende Scheidung von ihrem damaligen wichtigsten musikalischen Kollegen.
Bey war eine der Schlüsselfiguren hinter der Reaktivierung des Labels Big Dada Recordings, wo sie 2021 die EP The Things I Can't Take With Me und 2022 das Album Remeber Your North Star veröffentlichte. Letzteres wurde zum Großteil auch von ihr produziert. Das Album wurde von Pitchfork als „Best New Music“ ausgezeichnet.
Yaya Bey lebt in Brooklyn.

## Stil
Die Musik von Yaya Bey wird oftmals als gefühlvoller Alternative R&B beschrieben und bewegt sich ByteFM zufolge zwischen Jazz, Neo-Soul und Hip-Hop. Dazu kommen zeitweise Einflüsse aus Reggae, Dancehall und Amapiano. AllMusic sieht klassischen Soul als größten Einfluss, nennt außerdem Afrobeat und hebt die Bedeutung ihrer bajanischen und südlichen Wurzeln hervor.
Ihre Texte sind häufig politisch. So behandelt die Konzept-EP The Many Alter Egos Of Trill’eta Brown etwa das Thema schwarze Weiblichkeit, inspiriert von der Aktivistin Audre Lorde.

## Diskografie
- 2016: The Many Alter Egos Of Trill’eta Brown (EP, Elevated)
- 2019: This Too… (EP; Elevated)
- 2020: Madison Tapes (Elevated)
- 2021: The Things I Can't Take With Me (EP; Big Dada)
- 2022: Remember Your North Star (Big Dada)